# TEMPUS
 (avril 2020).
Si vous disposez d'ouvrages ou d'articles de référence ou si vous connaissez des sites web de qualité traitant du thème abordé ici, merci de compléter l'article en donnant les références utiles à sa vérifiabilité et en les liant à la section « Notes et références ».
Pour les articles homonymes, voir Tempus (homonymie).

Le programme TEMPUS IV
Pays membres de l'UE
Actuels bénéficiaires de TEMPUS
Participation envisagée

Tempus (basé sur le sigle anglais Trans European Mobility Program for University Studies) est un programme européen visant à apporter un appui à la modernisation des systèmes d’enseignement supérieur des pays d'Europe centrale et orientale, d'Europe du Sud-Est, d’Asie centrale et de la Méditerranée.
Ce programme, créé initialement dans le cadre des programmes PHARE et TACIS d'assistance aux pays européens sortant du système communiste à partir dans les années 1990, contribue à favoriser une convergence entre ces pays et les développements en cours au niveau de l'Union européenne dans le domaine de l'enseignement supérieur, résultant de l'agenda de Lisbonne et du processus de Sorbonne-Bologne.